# Baydam
Baydam es una comuna o municipio del departamento de Sélibaby, en la región de Guidimaka, en Mauritania. En marzo de 2013 presentaba una población censada de 13 430 habitantes.
Se encuentra ubicada al sur del país, sobre el desierto del Sahara, cerca de la frontera con Malí.